# NGC 5362
NGC 5362 is een spiraalvormig sterrenstelsel in het sterrenbeeld Jachthonden. Het hemelobject werd op 9 april 1787 ontdekt door de Duits-Britse astronoom William Herschel.

## Synoniemen
- UGC 8835
- MCG 7-29-16
- ZWG 219.26
- KUG 1352+415
- IRAS 13527+4133
- PGC 49464